# 梅克倫堡灣

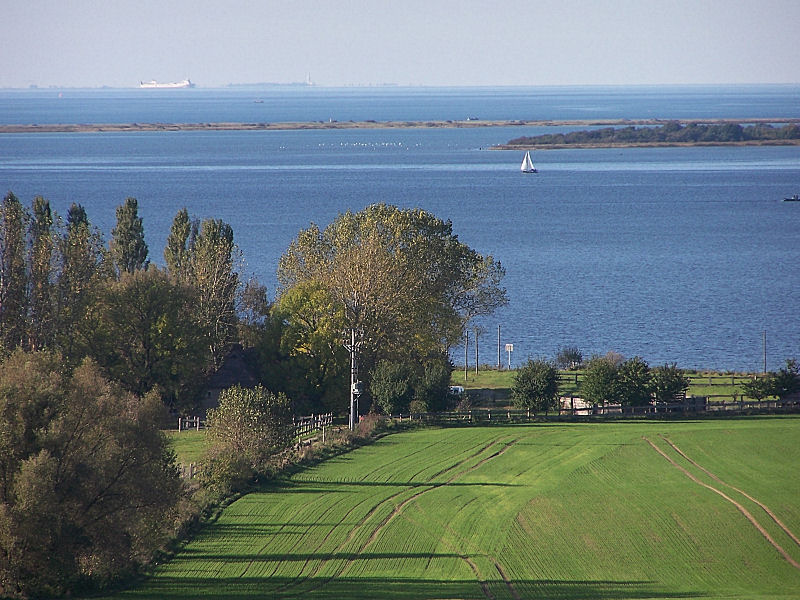

梅克倫堡灣是波羅的海西南部的海灣，南臨德國，北鄰丹麥島嶼洛蘭島、法爾斯特島和默恩島，西毗日德蘭半島，主要港口城市有羅斯托克和維斯馬。
54°20′N 11°40′E / 54.333°N 11.667°E